# 비천괴수
《비천괴수》(飛天怪獸)는 한국에서 제작된 김정용 감독의 1984년 영화이다. 
김정용 등이 주연으로 출연하였고 김용덕 등이 제작에 참여하였다.

## 줄거리
생명체의 육체적 부활 가능론을 발표한 김진용 교수가 행방불명되고 김 교수 행방을 탐색하기 위해 여기자 강옥희가 급파된다. 그때 김박사는 해변의 상황을 탐사하다 어떤 조짐을 발견하고 집으로 돌아온다. 또 강옥희도 김 교수의 가정부로 들어가게 된다. 이때부터 저장탱크의 기름이 증발하고 유조선이 파괴되는 등 괴상한 사건이 발생하기 시작한다. 김 교수는 재앙의 길을 막는 것은 괴조의 알을 파괴하여 번식을 막는 것이라고 단정하고 둥지를 찾아 알을 파괴한다. 괴조의 발작은 인간 문명의 모든 것을 파괴하고 시민들은 혼란에 빠진다. 그러나 괴조는 얼마 못가 불의 힘에 의해 소멸된다. 모든 재앙이 끝난 뒤 김 교수, 소희(강옥희 딸), 강옥희는 다시 재회하게 된다.

## 출연

### 주연
- 김정용
- 김기주(김 박사)
- 남혜경(강옥희)
- 김다혜(김 교수 딸 소희)
- 문태선(이 교수)
- 김욱(거구)
- 장철(운전수)
- 임해림(남편)
- 최성관(편집국장)
- 이태성(어부영감)
- 유명순(아내)
- 조학자, 이정애(아낙네)
- 최명희(가정부)

## 기타
- 조명 : 강광호
- 녹음 : 김성찬
- 미술 : 조경환